# Atletismo nos Jogos Pan-Americanos de 1999 - 3000 m com obstáculos masculino
A prova dos 3000 m com obstáculos masculino nos Jogos Pan-Americanos de 1999 foi realizada em 25 de julho de 1999.

## Medalhistas
| Ouro                      | Prata                              | Bronze                        |
| Joël Bourgeois CAN Canadá | Francis O'Neill USA Estados Unidos | Jean-Nicolas Duval CAN Canadá |

### Final
| Posição          | Nome               | Nacionalidade      | Tempo   | Notas |
| ---------------- | ------------------ | ------------------ | ------- | ----- |
| Medalha de ouro  | Joël Bourgeois     | CAN Canadá         | 8:35.03 |       |
| Medalha de prata | Francis O'Neill    | USA Estados Unidos | 8:35.73 |       |
| 3                | Jean-Nicolas Duval | CAN Canadá         | 8:39.52 |       |
| 4                | Robert Gary        | USA Estados Unidos | 8:56.01 |       |
| 5                | Johnny Loria       | CRC Costa Rica     | 9:06.16 |       |
| 6                | Emigadio Delgado   | VEN Venezuela      | DNF     |       |